# George Morgan (Schauspieler)
George Morgan (* 17. November 1932 in Worcester, Massachusetts; † 18. Oktober 2022) war ein US-amerikanischer Schauspieler.
George Morgan spielte einige Nebenrollen in verschiedenen amerikanischen Fernsehserien Ende der 1960er und Anfang der 1970er Jahre. Bekannt wurde er kurzfristig in der Rolle des Father Mulcahy in der Pilotfolge der Serie M*A*S*H, die er nur in dieser Folge spielte. Direkt nach der Pilotfolge wurde Morgan durch William Christopher ersetzt, er war aber dennoch bei der Ausstrahlung aller MASH-Episoden zu sehen, da er weiterhin in einer Szene im Vorspann der Serie auftaucht. Er spielt zudem 1973 im Fernsehfilm Frankenstein von Glenn Jordan eine Rolle als „Hugo“.